# Baljuw

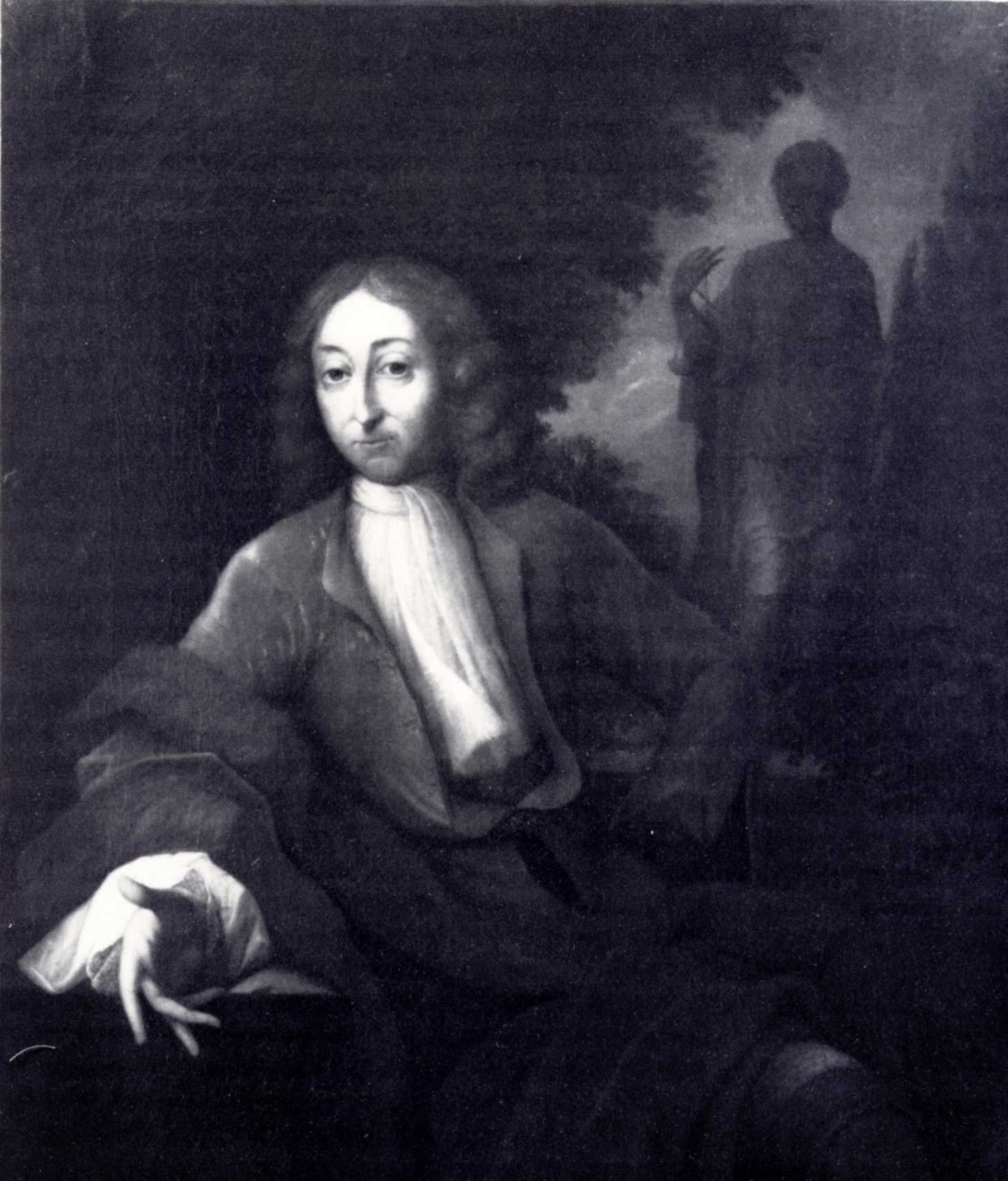
Willem van den Kerckhoven jr. (1678–1758), burgemeester en baljuw van Gouda, lid van de Raad van State.

Een baljuw was een ambtenaar die tijdens het ancien régime de vorst vertegenwoordigde in landelijke gebieden en in sommige gevallen in steden. De benaming werd hoofdzakelijk in Noord-Frankrijk, Vlaanderen, Henegouwen, Holland en Zeeland gebruikt. Het rechtsgebied van de baljuw werd het baljuwschap genoemd. Het land van Waas stond onder voogdij van een Hoogbaljuw.
In andere gewesten voerden soortgelijke functionarissen de titel van drossaard (hertogdom Brabant en Graafschap Loon), in Franstalige manuscripten bailli genoemd. En ook landdrost, Amtmann (Heilige Roomse Rijk), amman (Brussel), meier (Brabant, onder andere Leuven, Asse) en schout (Brabantse steden, onder andere Antwerpen, 's-Hertogenbosch, Turnhout).

## Etymologie
De term 'baljuw', Frans bailli, Engels bailiff, is via het Oudfranse baillif afgeleid van het (middeleeuws) Latijnse baillivus of bajulivus = 'persoon belast met bestuursfunctie', op zijn beurt afgeleid van bajulare = torsen, dragen.

## Ontstaan en evolutie
De instelling van de baljuws ontstond in de Nederlanden, Frankrijk en Vlaanderen tijdens de tweede helft van de 12e eeuw en elders in de loop van de 13e eeuw met de invoering van een nieuwe bestuurlijke indeling. De landsheren introduceerden daarbij in de landen een nieuwe functionaris, de baljuw, die diende op te treden als hun plaatsvervanger.
In de Nederlanden in de ontstaansperiode van de steden werkten de verplichtingen en lasten, opgelegd door de feodale heren, eerder remmend en hinderend op de handels- en nijverheidsactiviteiten van de stedelijke bevolking. De heren zagen zich geleidelijk aan verplicht een reeks vrijheden, privileges te verlenen, die zowel aan de steden als aan de landheer zelf ruime voordelen verschaften. De oude, vroegmiddeleeuwse instellingen raakten daarbij hopeloos verouderd en beantwoordden niet meer aan de vernieuwde levenswijze. De vroegere vorstelijke ambtenaren (burggraaf, schout, meier, amman, ... ) genoten een relatieve autonomie en lieten vaak hun gezag méér gelden in eigen voordeel dan in dat van hun landheer. Zulke misstanden konden sterke vorsten, zoals de Vlaamse graven uit het huis van de Elzas, niet langer dulden. Daartoe moesten zij kunnen beschikken over betrouwbare ambtenaren die geheel in hun dienst stonden en geheel en al van hen afhingen. Zulke ambtenaren waren de baljuws.
In Vlaanderen verschenen de baljuws het eerst in Gent (1169), Veurne (1170), Ieper (1172) en Sint-Omaars (1178). Tegen het einde van de 13e eeuw waren er, naast vele anderen, twaalf die de titel van grootbaljuw mochten voeren: Brugge, Gent, Ieper, Rijsel, Dowaai, Veurne, Aalst, Oudenaarde, Kortrijk, Kassel, Sint-Winoksbergen en Broekburg. Het ambt en de bevoegdheden van de baljuw waren geen monopolie voor het graafschap Vlaanderen, maar in geen enkel ander vorstendom (Henegouwen, Brabant, ...) kende de instelling ook een algemene verspreiding. In Luxemburg kwamen baljuws slechts sporadisch voor.
De Vlaamse baljuws verschilden in hun functie van de Franse koninklijke baljuws. Franse koninklijke baljuws waren afgevaardigden van de Curia Regis, die groepsgewijs naar de provincies werden gezonden om er in naam van de koning het beheer van de provoosten te controleren, om er onderzoeken in te stellen, klachten aan te horen en soms recht te spreken. In Vlaanderen had de baljuw alleen binnen zijn eigen rechtsgebied bevoegdheid en vertegenwoordigde er de graaf van Vlaanderen.

## Optreden van baljuws
Het rechtsgebied van de baljuw kwam ongeveer overeen met de kasselrij, met inbegrip van de stad als hoofdplaats en bestuurscentrum van deze kasselrij. In tegenstelling tot de vroegere burggraaf werd de baljuw benoemd, ontslagen of verplaatst door de graaf, aan wiens toezicht hij geheel was onderworpen en van wie hij ook een vaste bezoldiging ontving. Op deze manier voorkwam de graaf de willekeur en het machtsmisbruik van de voorgangers die grotendeels voor eigen rekening werkten.
De meeste baljuws behoorden tot de kleine landadel. De grafelijke dienst, waaraan talrijke gunsten en voordelen verbonden waren, bood hun de gelegenheid hun gehavende fortuin wat te herstellen. Zij moesten Vlaming zijn van geboorte, maar mochten niet afkomstig zijn uit de stad of het gebied waar zij hun ambt uitoefenden. Vele baljuws en (vooral) ex-baljuws kregen, in functie van hun verdiensten, een zetel in de grafelijke raad.
Op alle gebieden waren zij de vertegenwoordigers van de graaf en de verdedigers van zijn rechten. In de eerste plaats waren zij gerechtelijke en politieambtenaren, belast met de ordehandhaving en de misdaadbestrijding in hun ambtsgebied. Als vervolgingsambtenaren spoorden zij de misdrijven op en traden voor de rechtbanken op als openbare aanklagers. Zij waren zelf geen rechters, maar waakten over de objectiviteit van de rechtbanken, inden voor rekening van de graaf de gerechtelijke boeten en zorgden voor de correcte uitvoering van de vonnissen. Overigens was een baljuw geenszins verplicht vervolging in te stellen: hij kon met de beschuldigde een compromis sluiten, waarbij deze door het betalen van een zeker bedrag buiten vervolging werd gesteld. Dat gaf weleens aanleiding tot misbruiken.
De baljuw was ook een financieel ambtenaar: de inkomsten die hij boekte voedden in aanzienlijke mate de grafelijke schatkist. In zijn rechtsgebied maakte hij ook de grafelijke verordeningen bekend en waakte over de uitvoering ervan. Bij de uitoefening van zijn macht werd hij bijgestaan door ondergeschikten en door een militie van "serjanten", "vanghers" of "cnapen". Hoogst uitzonderlijk werd de baljuw met zijn militie belast met beperkte militaire operaties. In Holland was de baljuw ook met de zorg voor de waterkering belast.

De magistraat van Den Haag ontvangt de officieren van de schutterij op de Sint Sebastiaansdoelen. Schilderij van Jan Antonisz. van Ravesteyn, 1618

## Actueel
In het begin van de 21e eeuw wordt de naam baljuw gebezigd als naam van de president van de Afdeling Nederland van de Soevereine en Militaire Orde van Malta, waaronder enkele personen behoren met de rang van erebaljuw.
Op de eilanden Jersey en Guernsey heet de vertegenwoordiger van de Britse koning(in) bailiff (baljuw). Op munten uit Jersey (het Jerseypond) staat bailiwick of Jersey (baljuwschap Jersey). Op bankbiljetten uit Guernsey staat een vergelijkbare tekst.
De Engelse term bailiff wordt nog gebruikt voor bepaalde functies als bijvoorbeeld deurwaarder.